# الكريف (بني الضاحتين)

تعديل مصدري - تعديل

الكريف محلة تابعة لقرية الفرانع، التابعة لعزلة بني الضاحتين بمديرية حبيش إحدى مديريات محافظة إب في الجمهورية اليمنية، بلغ تعداد سكانها 20 حسب تعداد اليمن لعام 2004.